# El abanderado
El abanderado és una pel·lícula espanyola dels gèneres dramàtic i històric estrenada en 1943. Va ser dirigida per Eusebio Fernández Ardavín i protagonitzada per Alfredo Mayo, Isabel de Pomés, Manolo Morán, Carlos Muñoz, Guadalupe Muñoz Sampedro, José Nieto, Raúl Cancio, José María Seoane i Julio Rey de las Heras. La cinta, amb guió de Luis Fernández Ardavín i Ramón Torrado, fou produïda per Suevia Films.

## Sinopsi
La pel·lícula està ambientada en l'època de la Guerra de la Independència Espanyola i descriu l'aixecament del 2 de maig de 1808 en Madrid i els fets que van conduir a la mort dels capitans Daoíz i Velarde. Té també una part dramàtica que dona compte d'una sèrie d'incidents romàntics que són ficticis, com el romanç del tinent Torrealta amb Renata, filla d'un general francès.

## Repartiment
- Alfredo Mayo - Teniente Javier Torrealta
- Mercedes Vecino - Marquesa Eulalia.
- Isabel de Pomés - Renata Laroche
- Manuel Morán - Marchena
- José Nieto - Pedro Velarde
- Raúl Cancio - Luis Daoíz
- José María Seoane - Teniente Ruiz
- Julio Rey de las Heras - Espoz y Mina.

## Premis
El 6 de juliol de 1944 la pel·lícula va aconseguir un premi econòmic de 250.000 ptes, als premis del Sindicat Nacional de l'Espectacle de 1944.